# مفهوم (فلسفه)
مفهوم (انگلیسی: Notion)، عبارت است از صورت ذهنی، خواه در مقابل آن لفظی وضع شده باشد خواه وضع نشده باشد.

## صورت ذهنی
صورت‌های ذهنی که لفظ آنها را در ذهن می‌پرورد، در افراد مختلف، متفاوت است.
علت این اختلاف معانی، تفاوت تصورات و تمایلات و خواست‌ها در افراد است. چه بسا لفظی در ذهن کسی معنائی را برانگیزد، غیر از معنائی که در ذهن دیگری برانگیخته است. اگر غیر از این بود، دلالت الفاظ بر معانی نزد افراد و جوامع متفاوت نبود.

## معنی ومفهوم
فرق معنی و مفهوم این است که مفهوم همان صورت ذهنی است، خواه در مقابل لفظی وضع شده باشد خواه وضع نشده باشد، در حالی که معنی آن صورت ذهنی است که در مقابل آن لفظی وضع شده‌است.
هر معنایی دارای دو جنبه است: جنبه ذهنی و جنبه عینی. جنبه ذهنی معنی عبارت است از مجموع احساس‌های شخصی و صور ذهنی و ادراکی که لفظ دال بر آنهاست. این جنبه معانی با اراده گوینده بر فهماندن و اراده شنونده بر فهمیدن مطلب، توأم است.
پس اگر هر لفظی نتواند یک صورت ذهنی در نفس رسم کند، تفاهم بین مردم ممکن نیست.